# Greixa de roure
La greixa de roure (Sparassis brevipes), també anomenada coliflor de roure, és una espècie de fong de l'ordre dels poliporals (Polyporales). És un crespell més aviat rar.

## Morfologia

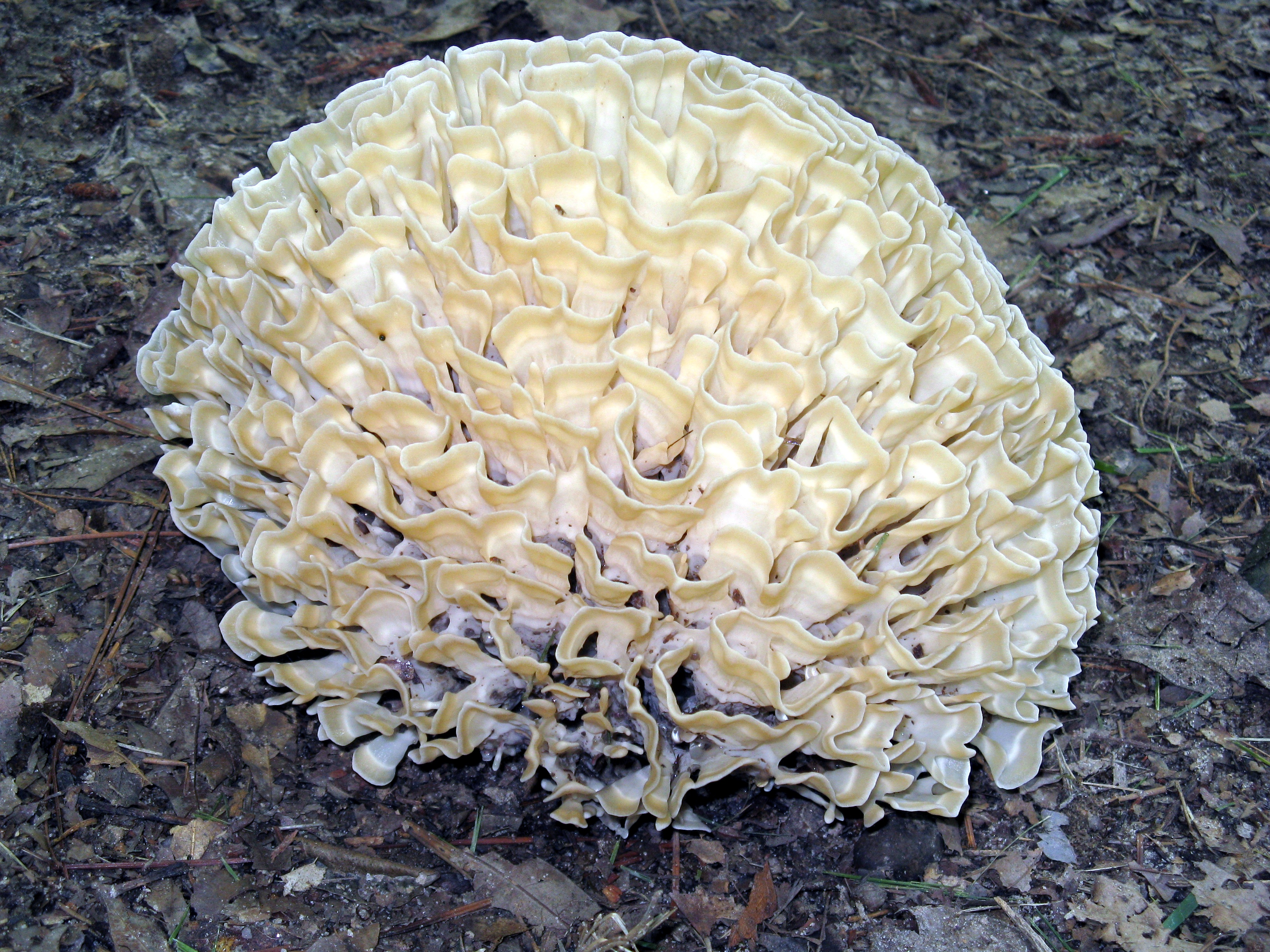
Greixa de roure (Sparassis brevipes) - Robichaux

Bolet solitari; d’aspecte escarolat, relativament dens, arrodonit, moll, de fins a 50 cm de diàmetre. Constituït per un tronc molt curt fixat al substrat, del que neixen nombroses ramificacions imbricades. Branques aplanades, quelcom engruixides, de fins a 2.5 mm de gruix; foliàcies, espatulades i flabel·lades (en forma de ventall), d’extrems ondulats i lleugerament zonats; marge enter; inicialment blanques, més tard cremoses. Carn fràgil; blanquinosa; d’olor de lleixiu a orina; tast de fruit sec. Esporada blanca.

## Hàbitat
Rara, però ocasional en certs anys (Pirineus; Prepirineus, Catalanídic). Des de l'estiu a finals de tardor; sembla indiferent al tipus de sòl; des de l'estatge subalpí a la muntanya mediterrània; en boscos de planifolis, algun cop mixtes amb coníferes; a la base d’arbres adults, primordialment roures, però també vora faig, alzina i castanyer; assenyalat de manera puntual vora coníferes (pi negre, pi roig, pinassa, avet i pícea). Hi ha unes poques cites que l’indiquen vora pi blanc, a la terra baixa, però podrien referir-se a Sparassis crispa.

## Comestibilitat
Comestible. De baixa qualitat; només els exemplars ben joves, blanquinosos; els adults són excessivament coriacis, indigestos i d’olor desagradable. Complexes de netejar.

## Comentaris
Sparassis crispa creix adherida exclusivament a coníferes, més compacte i consistent, les branques són més denses i primes, no desprenen olor a lleixiu.
En els mateixos hàbitats hi podem trobar Podoschypha multizonata, de tons més vius i foscos